# 紫阳中学
紫阳中学，也称紫阳一中，简称紫中，位于中国陕西省紫阳县紫府路中段，是紫阳历史悠久的中学之一。紫阳中学创建于1941年，北倚神峰，南临汉水，占地33000平方米。截至2018年，有70个教学班，在校学生4800人，教职工268人。学校被授予陕西省普通高中示范学校、省级文明校园、省级平安校园、省级园林式单位， 被安康市政府授予“安康市先进集体”，被安康市教育局授予“高中教育质量卓越奖”。
紫阳中学成立于1941年。2009年，紫阳县酒厂20多亩地无偿划拨给紫阳中学初中部使用。2016年，2016级考生王瑞敏以666分被北京大学地质系录取，实现紫阳中学考生进入北大“零”的突破。2016年5月，紫阳中学顺利通过省级示范高中验收。2018年，紫阳中学荣获全市高中教育卓越奖。
自2015年以来，学校硬件设施不断改善，先后新建了综合办公楼、实验楼、教学楼、学生公寓楼及师生膳食中心。投资近亿元的文体艺术中心拥有全新的塑胶田径场、图书馆、电子阅览室、期刊阅览室、室内篮球馆，多功能厅、舞蹈训练教室、美术培训教室等一流的硬件设施，是一所集科技、体育、艺术、文化多功能综合性的文体活动中心，是目前紫阳县规模最大，设施最先进的文体活动场所。学校按照部颁标准配置了荣誉室、心理咨询室、书法室、录课室及物理、化学、生物等多个实验室和探究室。添置了新版图书和电子图书41万余册，报刊杂志200余种，各类教学用书和参考书达到480种。图书、档案、资料全部实现了电子信息化管理。学校拥有设备先进的多媒体教室，微机教室、数字校园网、卫星资源接收站、校园广播寻址系统；配置了校园网管理系统、教务管理系统、信息管理系统和多种教学资源库；建成了国家教育考试网上巡查系统、校园安防监控系统和红外电子报警系统，实现了教育技术现代化、办公自动化和管理信息化。

学校大力实施“特色立校、教改兴校、文化强校”战略，注重内涵发展，加强文化建设，积极打造教师队伍，全面推进教育教学改革，发展艺体特长教育，努力创建特色品牌。为了进一步挖掘教育教学潜力，学校在发挥传统教学有效做法的基础上，自2012年秋季开始在全校大力推行课堂教学与自主德育两项改革，目前已初见成效，形成了“五环节学案导学自主高效课堂”教学模式和“五四三二一”学生自主管理德育模式，被市教育局授予“安康市课堂教学改革示范校”“安康市教学常规管理典型校”。
王子涵
党总支书记、校长、体育高级教师
张俊
副校长、数学高级教师
张太平
校长助理、数学高级教师
何万波
工会主席、体育高级教师
1. ↑  . 紫阳中学官网.   [2023-02-03]. （原始内容存档于2023-02-03）.
2. ↑  王 帅 刘 锦 王国星. . 陕西日报.   [2023-02-03]. （原始内容存档于2023-02-03）.
3. ↑  . 紫阳县人民政府. 2022-09-12  [2023-02-03]. （原始内容存档于2023-03-22）.
4. ↑  紫阳县人民政府. .   [2023-02-03]. （原始内容存档于2023-02-03）.

 （页面存档备份，存于）https://www.zizhong.cn/sy （页面存档备份，存于） 紫阳中学